# 吕雷 (卢瓦尔省)
吕雷（法語：Luré，法語發音：[lyʁe]）是法国卢瓦尔省的一个市镇，位于该省中北部，属于罗阿讷区。

## 地理
吕雷（45°52'53"N, 3°56'14"E）面积6.23 平方千米，位于法国奥弗涅-罗讷-阿尔卑斯大区卢瓦尔省，该省份为法国中南部省份，北起顺时针与索恩-卢瓦尔省、罗讷省、伊泽尔省、阿尔代什省、上盧瓦爾省、多姆山省和阿列省接壤。
与吕雷接壤的市镇（或旧市镇、城区）包括：克勒莫、格雷佐勒、瑞雷、苏泰尔农。

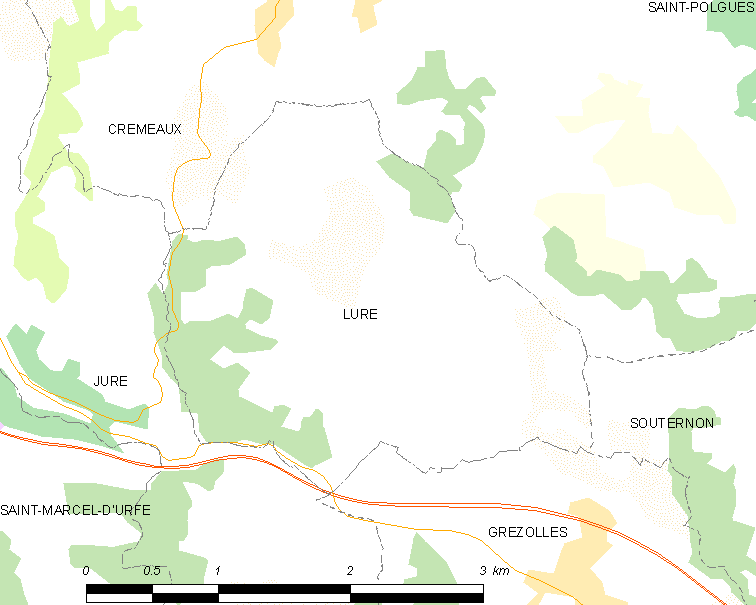
的OSM定位图

吕雷的时区为UTC+01:00、UTC+02:00（夏令时）。

## 行政
吕雷的邮政编码为42260，INSEE市镇编码为42125。

## 政治
吕雷所属的省级选区为利尼翁河畔博安县。

## 人口

1962-2008年间人口变化图示

吕雷于2022年1月1日时的人口数量为137人。

## 交通
卢瓦尔省省道D61线和D61.2线在境内交汇。